# Kháng insulin
Kháng insulin (IR) là tình trạng bệnh lý trong đó các tế bào không đáp ứng bình thường với nội tiết tố insulin.
Để ngăn ngừa tăng đường huyết và tổn thương cơ quan đáng chú ý theo thời gian, cơ thể sản xuất insulin khi glucose bắt đầu được giải phóng vào máu, chủ yếu là từ quá trình tiêu hóa carbohydrate trong chế độ ăn uống. Trong điều kiện bình thường của phản ứng insulin, phản ứng insulin này kích hoạt glucose được đưa vào tế bào cơ thể, được sử dụng làm năng lượng và ức chế cơ thể sử dụng chất béo làm năng lượng, do đó làm cho nồng độ glucose trong máu giảm xuống. trong phạm vi bình thường ngay cả khi một lượng lớn carbohydrate được tiêu thụ.
Béo phì là tác nhân chính để phát triển tình trạng kháng insulin, cùng với các yếu tố lối sống khác như không hoạt động. Các yếu tố nguy cơ khác bao gồm tiền sử gia đình mắc bệnh tiểu đường, có nhiều tình trạng sức khỏe khác nhau và dùng một số loại thuốc.

## Tổng quan
Khi cơ thể sản xuất insulin trong điều kiện kháng insulin, các tế bào sẽ kháng insulin và không thể sử dụng nó một cách hiệu quả, dẫn đến lượng đường trong máu cao. Các tế bào beta trong tuyến tụy sau đó làm tăng sản xuất insulin của chúng, góp phần vào mức độ insulin trong máu cao. Điều này thường không bị phát hiện và có thể góp phần vào sự phát triển của bệnh tiểu đường loại 2, béo phì hoặc tiểu đường tự miễn tiềm ẩn của người lớn. Mặc dù loại kháng insulin mãn tính này có hại, trong bệnh cấp tính, nó thực sự là một cơ chế bảo vệ tiến hóa tốt.
Kháng insulin giúp bảo tồn lượng glucose cung cấp cho não bằng cách ngăn cơ bắp hấp thụ glucose quá mức. Về lý thuyết, kháng insulin thậm chí nên được tăng cường trong các điều kiện trao đổi chất khắc nghiệt như mang thai, trong thời gian đó, não bộ của thai nhi mở rộng cần nhiều glucose hơn.
Những người mắc bệnh tiểu đường loại 2 thường trải qua các giai đoạn kháng insulin và tiền tiểu đường sớm hơn, mặc dù những người này thường không được chẩn đoán. Kháng insulin là một hội chứng (tập hợp các dấu hiệu và triệu chứng) do hoạt động của insulin giảm; nó cũng là một phần của một nhóm lớn hơn của các triệu chứng gọi là hội chứng chuyển hóa.
Kháng insulin cũng có thể phát triển ở những bệnh nhân gần đây đã trải qua các phẫu thuật bụng hoặc barective. Dạng kháng insulin cấp tính này có thể dẫn đến hậu phẫu có xu hướng tăng trong thời gian ngắn, với sự nhạy cảm với insulin thường quay trở lại với bệnh nhân sau khoảng năm ngày.